# Faith Prince
Faith Prince (* 5. August 1957 in Augusta, Georgia) ist eine US-amerikanische Schauspielerin und Sängerin.

## Leben und Leistung
Faith Prince schloss erfolgreich die E. C. Glass High School in Lynchburg, Virginia ab, wo sie auch aufgewachsen ist. Die 1,70 m große Schauspielerin wirkt in vielen Broadwayproduktionen mit, daher gewann sie 1992 auch den Tony Award als beste Schauspielerin in einem Musical für die Darstellung der Adelaide in Guys and Dolls. 1989 und 2001 war sie ebenfalls für den Preis nominiert, einmal für Jerome Robbins’ Broadway und das andere Mal für Bells Are Ringing.
1986 heiratete sie Lary Lunetta, mit dem sie einen Sohn, Henry, hat. Ihre Rolle in der Fernsehserie Huff, als Kelly Knippers, war zuerst nur als kleine Nebenrolle gedacht, aber ab der zweiten Staffel wurde sie zu einer Hauptrolle umgeändert. Nach 13 Jahren spielte sie noch einmal, wenn auch nur in einer Folge in Grey’s Anatomy, neben Katherine Heigl, mit der sie bereits 1994 in Daddy Cool – Mein Vater der Held zusammenarbeitete.

## Filmografie
- 1983: Remington Steele (Fernsehserie, eine Folge)
- 1985: Der Tanz des Drachen (The Last Dragon)
- 1988: Encyclopedia (Fernsehserie)
- 1990, 1993: Law & Order (Fernsehserie, zwei Folgen)
- 1992: Loving (Fernsehserie)
- 1993: Dave
- 1994: Daddy Cool (My Father the Hero)
- 1995: Liebe bis in den Tod (Friends at Last, Fernsehfilm)
- 1995: High Society (Fernsehserie, sechs Folgen)
- 1996: Mein liebster Feind
- 1996: Frasier (Fernsehserie, eine Folge)
- 1997: Der gebuchte Mann (Picture Perfect)
- 1997–2000: Chaos City (Spin City, Fernsehserie, 21 Folgen)
- 1999: Wenn nicht ein Wunder geschieht (A Season for Miracles, Fernsehfilm)
- 2000: It Had to Be You
- 2000: Future Man (Now and Agai, Fernsehserie, fünf Folgen)
- 2000: Welcome to New York (Fernsehserie, eine Folge)
- 2003: Sabrina – Total Verhext! (Sabrina, the Teenage Witch, Fernsehserie, zwei Folgen)
- 2003: Sweet Potato Queens (Fernsehfilm)
- 2004: Dr. House (House, Fernsehserie, eine Folge)
- 2004–2006: Huff – Reif für die Couch (Huff, Fernsehserie, 19 Folgen)
- 2005: Monk (Fernsehserie, eine Folge)
- 2005: Our Very Own
- 2006: Grey’s Anatomy (Fernsehserie, eine Folge)
- 2006: Material Girls
- 2006: The PTA (Fernsehserie)
- 2009: Mad Men (Fernsehserie, eine Folge)
- 2009: Medium – Nichts bleibt verborgen (Medium, Fernsehserie, eine Folge)
- 2009: Alles Betty! (Ugly Betty, Fernsehserie, eine Folge)
- 2009–2013: Drop Dead Diva (Fernsehserie, sechs Folgen)
- 2010: CSI: Den Tätern auf der Spur (CSI: Crime Scene Investigation, Fernsehserie, eine Folge)
- 2010: TinkerBell – Ein Sommer voller Abenteuer (Tinker Bell and the Great Fairy Rescue, Stimme)
- 2011: A Gifted Man (Fernsehserie, eine Folge)
- 2012: Happy Endings (Fernsehserie, eine Folge)
- 2013–2015: Melissa & Joey (Fernsehserie, sieben Folgen)
- 2015: Galavant (Fernsehserie, eine Folge)
- 2016: Angel from Hell (Fernsehserie, eine Folge)
- 2017: Modern Family (Fernsehserie, zwei Folgen)
- 2017: Chicago Justice (Fernsehserie, eine Folge)
- 2020: Emily in Paris (Fernsehserie, eine Folge)
- 2020: Dear Christmas

- Faith Prince bei IMDb
- Faith Prince in der Internet Broadway Database (englisch)
- Faith Prince in der Internet Off-Broadway Database (englisch)
- Faith Prince bei filmreference.com (englisch)
- Faith Prince in der Deutschen Synchronkartei

| Personendaten    | Personendaten                                |
| ---------------- | -------------------------------------------- |
| NAME             | Prince, Faith                                |
| KURZBESCHREIBUNG | US-amerikanische Schauspielerin und Sängerin |
| GEBURTSDATUM     | 5. August 1957                               |
| GEBURTSORT       | Augusta, Georgia, Vereinigte Staaten         |